# Samhain (film)
Pour les articles homonymes, voir Samain.
Pour plus de détails, voir Fiche technique et Distribution.
Samhain (You Are Not My Mother) est un film irlandais réalisé par Kate Dolan, sorti en 2021.

## Synopsis
Une semaine avant Halloween, la mère de Char disparaît. Elle revient chez elle le lendemain, mais semble avoir changé.

## Fiche technique
- Titre : Samhain
- Titre original : You Are Not My Mother
- Réalisation : Kate Dolan
- Scénario : Kate Dolan
- Musique : Die Hexen
- Photographie : Narayan Van Maele
- Montage : John Cutler
- Production : Deirdre Levins
- Société de production : Bankside Films et Fantastic Films
- Pays :  Irlande
- Genre : Drame, horreur et fantastique
- Durée : 93 minutes
- Dates de sortie : 
  -  Canada : 13 septembre 2021 (Festival international du film de Toronto)
  -  Irlande : 4 mars 2022
  -  France : 7 décembre 2022
- Classification :
  - France : Interdit aux moins de 12 ans lors de sa sortie en salles

## Distribution
- Hazel Doupe (VF : Clara Quilichini) : Charlotte « Char » Delaney
- Carolyn Bracken : Angela Delaney, la mère
- Ingrid Craigie : Rita Delaney, la grand-mère
- Paul Reid : Aaron Delaney, l'oncle
- Jordanne Jones : Suzanne McConnell
- Katie White (VF : Alice Orsat) : Kelly
- Florence Adebambo : Amanda
- Jade Jordan : Mlle Devlin, la prof
- Aoife Spratt : l'officier Jenny
- Martin O'Sullivan : Frank
- Colin Peppard : Jamie
- Lucie Doran : Char jeune

## Distinctions
Le film a reçu le prix du jury au Festival international du film fantastique de Gérardmer 2022.